# ハンス・モーザー
ハンス・モーザー（Hans Moser, 1903年4月11日 - 1990年10月24日）は、ドイツの民俗学者、ゲルマニスト、民衆劇研究家。　

## 経歴
ミュンヘン生まれ。ミュンヘン大学でドイツ学を学び、1927年に民衆劇の研究で学位を得た。以後、全ドイツ研究助成機構の奨学金を受けつつ民俗工芸・民俗学クラブに属し、次いで同クラブを運営しつつ民俗調査を続けた。同クラブは1902年に設立され、ヴァイマル時代末期に『ドイツ民俗地図』作成の実務をになう支部となり、1938年にバイエルン州民俗調査室に改組され、ハンス・モーザーは老齢に至るまでこの組織の運営者であった。第二次世界大戦末期に徴兵され、1949年まで兵役とソ連の捕虜を経て1950年に復員した。1967年にオーストリア出身の民俗研究者エルフリーデ・モーザー＝ラートと結婚し、夫人がゲッティンゲン大学に職を得、やがて教授となったことに伴いゲッティンゲンへ移住し、同地で死没した。
1950年代には、ナチズムと合流したドイツ民俗学の再建に向けて論陣を張り、学界の新たな代表者の一人でゲッティンゲン大学教授のヴィル＝エーリヒ・ポイカートとの間で方法論をめぐって論争となった。1962年に、若手のヘルマン・バウジンガーにより前年に刊行された『科学技術世界のなかの民俗文化』に理論的な刺激を得、永年のフィールドワークの経験を重ねてフォークロリズムの術語を提唱し、1964年にも再論した。1970年代にはヴィルヘルム・ハインリヒ・リールの評価をめぐる論争に参加して批判的な見解の代表者の一人となった。
ドイツ民俗学が伝統的に神話学に傾き、歴史時代にかかわる文献史学としては脆弱であったことを深刻に受けとめ、後輩のカール＝ジーギスムント・クラーマーと共に歴史民俗学を標榜した。両者は、民俗学界ではミュンヘン学派と呼ばれることがある。　

## 著作（日本語訳）
- 民俗学の研究課題としてのフォークロリズム（原著1964年） 河野眞訳・解説 愛知大学国際問題研究所『紀要』第90号（1989年）、第91号（1990年）所収 後に河野眞（著）『フォークロリズムから見た今日の民俗文化』2012 の「資料の部」に収録。